# Mohammad Karim Jan
Mohammad Karim Jan Zand (persa: محمدکریم خان زند, translit. Mohammad Karīm Khān-e Zand), más conocido como Karim Jan Zand (ریم خان زند), fue el fundador de la Dinastía Zand, gobernando desde 1751 hasta 1779. Gobernó sobre todo Irán (Persia) excepto Jorasán. También gobernó algunas tierras caucásicas y ocupó Basra durante algunos años.
Mientras Karim era gobernante, Irán se recuperó de la devastación de 40 años de guerra, y le dio al país un renovado sentido de tranquilidad, seguridad, paz y prosperidad. Los años desde 1765 hasta la muerte de Karim Jan en 1779 marcaron el cenit del gobierno Zand. Durante su reinado, las relaciones con Gran Bretaña se restablecieron y él permitió que la Compañía de las Indias Orientales tuviera un puesto comercial en el sur de Irán. Hizo de Shiraz su capital y ordenó la construcción de varios proyectos arquitectónicos allí.
Tras su muerte, la guerra civil estalló una vez más, y ninguno de sus descendientes fue capaz de gobernar el país tan efectivamente como lo había hecho él. El último de estos descendientes, Lotf Ali Jan, fue ejecutado por el gobernante kayar Agha Mohammad Khan Qajar, quien se convirtió en el único gobernante de Irán.

## Antecedentes y primeros años
Karim Beg pertenecía a la tribu Zand, una pequeña y poco conocida tribu de Laqs, una rama de Luros que puede haber sido originalmente kurda. Los Zands se concentraron en las aldeas de Pari y Kamazan en el distrito de Malayer, pero también se encontraron en las zonas centrales de los Montes Zagros y en la campaña de Hamadan. Karim Beg nació en ca. 1705 en el pueblo de Pari, entonces parte del Imperio safávida. Era el hijo mayor de Inaq Khan Zand, y tenía 3 hermanas, un hermano llamado Mohammad Sadeq Khan y dos hermanastros llamados Zaki Khan y Eskandar Khan Zand. En 1722, el Imperio safávida estaba a punto de colapsar: Isfahán y la mayor parte de Irán central y oriental habían sido capturados por la dinastía afgana Hotaki, mientras que los rusos habían conquistado muchas ciudades en el norte de Irán. Casi al mismo tiempo, el Imperio Otomano aprovechó la decadencia de Irán para conquistar un gran número de distritos de la frontera occidental. Allí se enfrentaron a la audaz oposición de los clanes locales, incluidos los zands, quienes bajo el mando del jefe Mehdi Khan Zand hostigaron a sus fuerzas y les impidieron avanzar más hacia Irán.
En 1732, Nader Qoli Beg, que había restaurado el gobierno safávida en Irán y se había convertido en el gobernante de facto del país, realizó una expedición a los Montes Zagros en el oeste de Irán para someter a las tribus, a quienes consideraba bandidos. Primero derrotó a los Bakhtiari y a los Luros Feyli, a quienes obligó a migrar en masa a Jorasán. Luego venció a Mehdi Khan Zand y sus fuerzas fuera de su fortaleza en Pari, matando a este último y a 400 de sus parientes Zand. Los miembros sobrevivientes de la tribu se vieron obligados a migrar en masa bajo el liderazgo de Inaq Khan Zand y su hermano menor Budaq Khan Zand a Abivard y Dargaz, donde sus miembros capaces, incluido Karim Beg, se incorporaron al ejército de Nader.
En 1736, Nader depuso al gobernante safávida Abbás III (r. 1732–1736) y ascendió al trono, asumiendo el nombre de "Nader Shah", iniciando así la Dinastía afsárida. Karim Beg, quien estaba en este momento en sus treinta años, sirvió como caballero y no disfrutó de un alto estatus en el ejército. Además, también se lo privó de dinero, lo que lo hizo cometer un robo, dicho por John R. Perry, en resumen, como sigue:
"Más tarde, solía contar cómo, como pobre caballero a sueldo de Nader, una vez robó una silla de montar en relieve de oro perteneciente a un oficial afgano de fuera de una tienda de artículos para monturas, donde la habían dejado para reparar. Al día siguiente, se enteró de que el talabartero había sido considerado responsable de la pérdida y debía ser ejecutado. Atrapado por la conciencia, Karim subrepticiamente colocó la silla en la puerta de la tienda y observó oculto. La esposa del talabartero fue la primera en descubrir; ella se arrodilló, invocando bendiciones sobre el ladrón desconocido que había cambiado de actitud, rogando que pudiera vivir para poseer cien de esas sillas de montar."

## Ascenso al poder

### Regreso a Irán occidental
El asesinato de Nader Shah en 1747 a manos de sus propios hombres, dio a los Zands bajo Karim Khan la oportunidad de regresar a sus antiguas tierras en el oeste de Irán. En 1748/49, Karim Khan se alió con el líder militar Zakariya Khan, ambos se enfrentaron con el jefe de los Bakhtiari Ali Mardan Khan Bakhtiari, a quien derrotaron inicialmente, pero luego de sufrir una derrota se vieron obligados a retirarse de la estratégica ciudad de Golpayegan, de la que Ali Mardan se apoderó.
En la primavera de 1750, Ali Mardan intentó capturar la antigua capital Safavida, Isfahán, pero fue derrotado en Murcheh Khvort, una ciudad cercana a la ciudad. Luego comenzó a enviar mensajeros desde Golpayegan a sus oponentes regionales, incluyendo a Karim Khan y Zakariya Khan, que aceptaron su oferta, y combinaron sus fuerzas con este último, lo que hizo que el número de sus hombres aumentara a 20,000.
En mayo de 1750, asaltaron las puertas de Isfahán, su gobernador Abu'l-Fath Khan Bakhtiari y otros residentes prominentes se reunieron para proteger la fortaleza de la ciudad, pero prontamente aceptaron rendirse y colaborar con ellos según las razonables propuestas de Ali Mardan. Abu'l-Fath, junto con Ali Mardan y Karim Khan, formaron una alianza al amparo de la restauración de la dinastía Safavida, y nombraron a un príncipe Safavida de 17 años, Abu Turab, como gobernante títere, en junio, Abu Turab fue declarado shah y asumió el nombre dinástico de Ismail III.
Ali Mardan luego tomó el título de Vakil-e daulat ("diputado del estado") como jefe de la administración, mientras que Abu'l-Fath mantuvo su puesto como gobernador de Isfahán, y Karim Khan fue nombrado comandante (sardar) del ejército, y se le encomendó la tarea de conquistar el resto de Irán. Sin embargo, unos meses más tarde, mientras Karim Khan estaba en una expedición en Kurdistán, Ali Mardan comenzó a romper los términos que les habían prometido a los habitantes de Isfahán: incrementó su chantaje en la ciudad, que Nueva Julfa sufrió más. Rompió aún más los términos que había hecho con los dos jefes, al deponer a Abu'l-Fath y asesinarlo, nombrando a su tío como el nuevo gobernador de la ciudad y, sin conferencia, marchando hacia Shiraz y comenzando a saquear la provincia de Fars. Después de haber saqueado Kazerun, Ali Mardan partió hacia Isfahán, pero fue emboscado en el peligroso pasaje de Kutal-e Dokhtar por guerrilleros regionales bajo el mando de Muzari Ali Khishti, quien era el jefe del vecino Khisht. Lograron tomar el botín de Ali Mardan y matar a 300 de sus hombres, lo que obligó a este último a retirarse a un pasaje más difícil para llegar a Isfahán. Para el invierno, las fuerzas de Ali Mardan habían disminuido aún más debido al abandono de algunos de sus hombres.

### Guerra con Ali Mardan Khan Bakhtiari por la supremacía en el oeste de Irán
La situación empeoró aún más para Ali Mardan, cuando Karim Khan regresó a Isfahán en enero de 1751 y restableció el orden en la ciudad. En breve se produjo una batalla entre ellos en Luristán: durante la batalla, Ismail III y Zakariya Khan (que ahora era su visir), junto con varios oficiales prominentes, abandonaron a Ali Mardan y se unieron a Karim Khan, quien finalmente salió victorioso, obligando a Ali Mardan y al resto de sus hombres, junto con el gobernador de Luristan, Ismail Khan Feyli, a retirarse a Khuzestan. Allí Ali Mardan hizo una alianza con Shaykh Sa'd, el gobernador de Khuzestan, quien lo reforzó con soldados. A fines de la primavera de 1752, Ali Mardan, junto con Ismail Khan Feyli, marcharon a Kermanshah. Las fuerzas de Karim Khan atacaron brevemente su campamento, pero fueron rechazadas. Ali Mardan luego fue más allá en los dominios de los Zands, lo que resultó en una batalla con Karim Khan cerca de Nahavand. Ali Mardan, sin embargo, fue nuevamente derrotado y obligado a retirarse a las montañas, donde fue a la ciudad otomana de Bagdad.
Un año más tarde, a principios de 1753, Ali Mardan, junto con un ex diplomático afsárida y un hijo del ex shah Safavida Tahmasp II (r. 1729–1732), había regresado a Irán y comenzado a reunir un ejército en Luristan, recibiendo el apoyo del líder militar pastún Azad Khan Afghan. Algunos meses después, entraron en los dominios de Karim Khan, pero el hijo de Tahmasp II, que había sido coronado como Husayn II, comenzó a revelarse como un candidato no apto como shah, lo que dificultó su marcha y provocó el abandono de muchos de sus hombres.
Los hombres de Ali Mardan en Kirmanshah, después de dos años de asedio por las fuerzas de Zand, se rindieron y se salvaron de Karim Khan, quien poco después se enfrentó con Ali Mardan, derrotando a este último y capturando a Mustafa Khan. Ali Mardan logró huir con Husayn II, pero no mucho después lo habían capturado, cegado y enviado a Irak.

## Reinado
Algún tiempo después, Karim Khan, Ali Mardan Khan y otro jefe Bakhtiari llamado Abulfath Khan Bakhtiari llegaron a un acuerdo para dividir el país entre ellos y entregar el trono al príncipe Safavida, Ismail III. Sin embargo, la cooperación terminó después de que Ali Mardan Khan invadiera Isfahán y matara a Abulfath Khan. Posteriormente, Karim Khan mató a Ali Mardan Khan y obtuvo el control de todo Irán, excepto Jorasán, que era gobernado por Shahrukh, el nieto de Nader Shah. Sin embargo, Karim Khan no adoptó el título de Shah, prefiriendo el título, Vakil e-Ra'aayaa (Representante del Pueblo).
Mientras Karim era gobernante, Persia se recuperó de la devastación de 40 años de guerra, lo que proporcionó al país un renovado sentido de tranquilidad, seguridad, paz y prosperidad. Los años que van desde 1765 hasta la muerte de Karim Khan en 1779 marcaron el cenit del gobierno Zand. Durante su reinado, las relaciones con Gran Bretaña se restablecieron, permitió que la Compañía de las Indias Orientales tuviera un puesto comercial en el sur de Irán. Hizo de Shiraz su capital y ordenó la construcción de varios proyectos arquitectónicos allí. Karim Khan murió el 1 de marzo de 1779, después de haber estado enfermo durante seis meses, muy probablemente debido a la tuberculosis. Fue enterrado tres días después en el "Jardín Nazar", ahora conocido como Museo Pars.
Tras la muerte de Karim Khan, la guerra civil estalló una vez más, y ninguno de sus descendientes fue capaz de gobernar el país tan efectivamente como lo había hecho él. El último de estos descendientes, Lotf Ali Khan, fue asesinado por el gobernante Qajar Agha Mohammad Khan, quien se convirtió en el único gobernante de Irán.

### Guerra con el Imperio Otomano (1775–1776)
En 1774, el gobernador mameluco de la provincia otomana de Irak, Omar Pasha, comenzó a entrometerse en los asuntos de su vasallo el principado de Baban, que desde la muerte de su predecesor Sulayman Abu Layla Pasha en 1762, había caído cada vez más bajo la influencia del gobernador Zand de Ardalan, Khosrow Khan Bozorg. Esto hizo que Omar Pasha despidiera al gobernante Baban Muhammad Pasha, y nombrara a Abdolla Pasha como su reemplazante. Esto, y la captura de los restos de peregrinos iraníes que murieron durante la plaga que devastó Irak en 1773, y su exacción del pago de los peregrinos iraníes para visitar los lugares sagrados chiitas de Najaf y Karbala, le dio a Karim Khan el casus belli para declarar la guerra a los otomanos.
También hubo otras razones para que Karim Khan declarara la guerra: Mashhad, donde estaba situado el sagrado Santuario del Imán Reza, no estaba bajo el control Zand, lo que significaba que la entrada libre a los santuarios de Irak era más importante para Karim Khan que para los shahs Safavidas y Afsharidas. El ejército Zand estaba descontento, y trató de restaurar su reputación después de que Zaki Khans cometiera errores en la isla de Hormuz. Lo más importante es que Basora era un importante puerto comercial, que había superado a la ciudad competidora de Bushehr en Fars en 1769, cuando la Compañía de las Indias Orientales abandonó la ciudad para Basora.
Las fuerzas Zand bajo Ali Murad Khan Zand y Nazar Ali Khan Zand se enfrentaron brevemente con las fuerzas de Pasha en Kurdistán, donde las mantuvieron a raya, mientras que Sadeq Khan, con un ejército de 30,000, sitiaba Basra en abril de 1775. La tribu árabe al-Muntafiq, que se alió con el gobernador de Basora, se retiró rápidamente sin ningún esfuerzo para rechazar a Sadeq Khan de pasar por el Shatt al-Arab, mientras que los Banu Ka'b y los árabes de Bushehr le proporcionaron botes y suministros.
Suleiman Agha, quien era el comandante del fuerte de Basora, resistió con determinación las fuerzas de Sadeq Khan, lo que hizo que este último estableciera un cerco, que duraría más de un año. Henry Moore, que pertenecía a la compañía de las Indias Orientales, asaltó algunos de los botes de almacenamiento de Sadeq Khan, intentó bloquear el Shatt al-Arab, y luego partió a Bombay. Unos meses después, en octubre, un grupo de barcos de Omán dio suministros y ayuda militar a Basora, lo que elevó considerablemente la moral de sus fuerzas. Sin embargo, su ataque combinado al día siguiente ocurrió para vacilar: las naves omaníes finalmente optaron por retirarse a Mascate durante el invierno, para evitar más pérdidas.
Los refuerzos de Bagdad llegaron poco después, lo que fue rechazado por los khaza'il, una tribu chiita aliada con las fuerzas Zand. En la primavera de 1776, el estrecho cerco de Sadeq Khan había provocado que los defensores estuvieran al borde de la hambruna: una parte considerable de las fuerzas de Basra habían abandonado a Suleiman Agha, mientras que los rumores de un posible levantamiento hicieron que Suleiman Agha se rindiera el 16 de abril de 1776.
Aunque el hábil otomano Sultán Mustafa III (r. 1757–1774) había muerto y fue sucedido por su incompetente hermano Abdul Hamid I (r. 1774–1789), y la reciente derrota otomana frente a los rusos, la respuesta otomana a la guerra iraní fue inusualmente lenta. En febrero de 1775, antes de que el anuncio del sitio de Basora se acercara a Estambul, y mientras el frente de los Zagros era temporalmente pacífico, el embajador otomano, Vehbi Efendi, fue enviado a Shiraz. Llegó a Shiraz casi al mismo tiempo que Sadeq Khan asediaba Basora, "pero no estaba facultado para negociar sobre esta nueva crisis".
En 1778, Karim Khan había hecho un compromiso con los rusos para una ofensiva cooperativa en el este de Anatolia. Sin embargo, la invasión nunca tuvo lugar debido a la muerte de Karim Khan el 1 de marzo de 1779, después de haber estado enfermo durante seis meses, muy probablemente debido a la tuberculosis. Fue enterrado tres días después en el "Jardín Nazar", ahora conocido como el Museo Pars.

## Sucesión
Tras la muerte de Karim Khan, estalló la guerra civil: Zaki Khan, en una alianza con Ali Murad Khan Zand, declaró al hijo incapaz y más joven de Karim Khan, Mohammad Ali Khan Zand, como el nuevo gobernante de la dinastía, mientras que Shaykh Ali Khan y Nazar Ali Khan, junto con otros notables, apoyaron al hijo mayor de Karim Khan, Abol-Fath Khan Zand. Sin embargo, poco después, Zaki Khan expulsó a Shaykh Ali Khan y Nazar Ali Khan de la fortaleza de Shiraz y los mató.